# Ostropa (Gliwice)

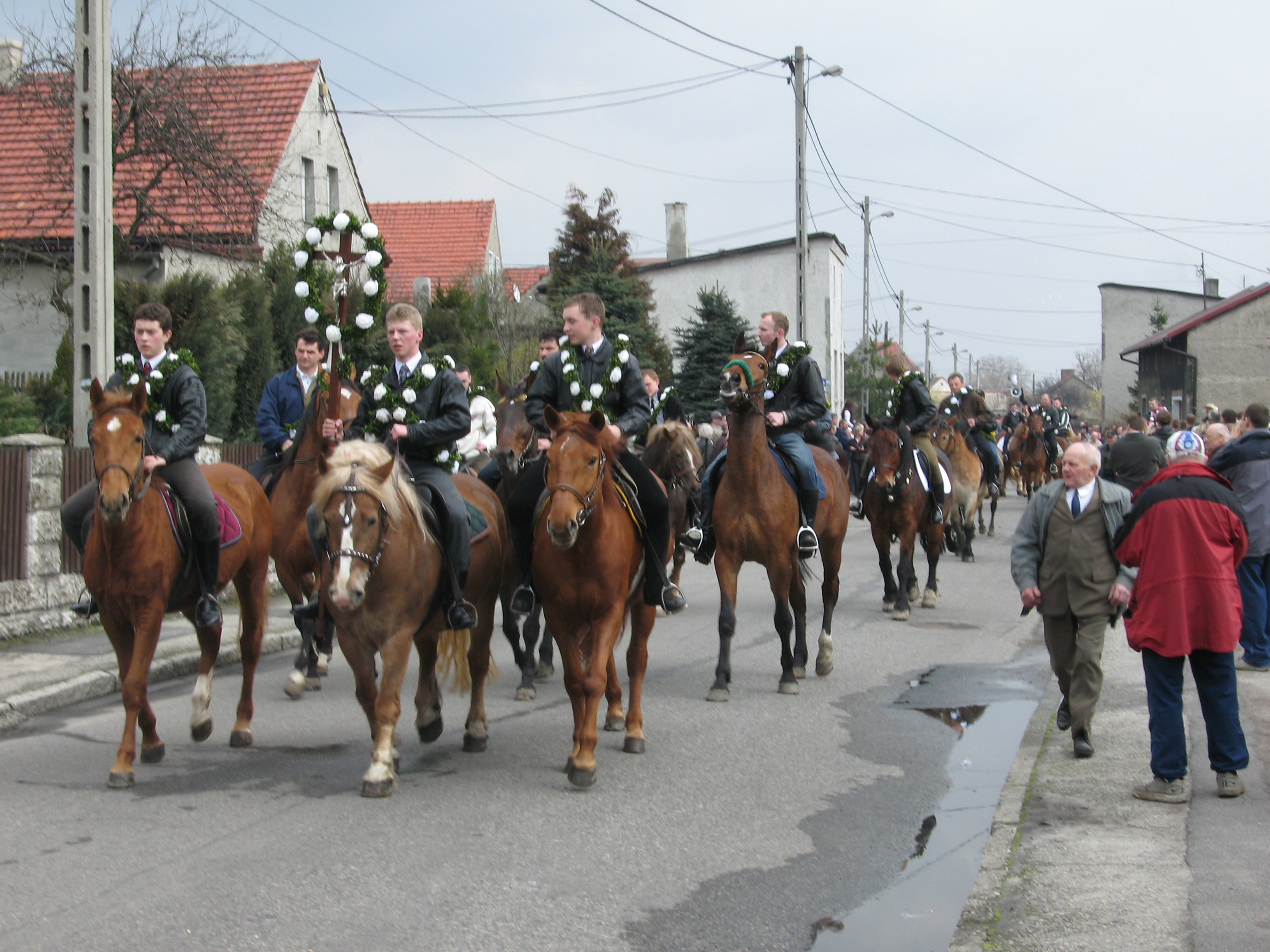
Ostropa - Wielkanocna procesja konna

Ostropa (niem. Ostroppa, Stroppendorf) – dzielnica miasta Gliwice od 1975 roku. W latach 1945–54 siedziba gminy Ostropa.

## Nazwa

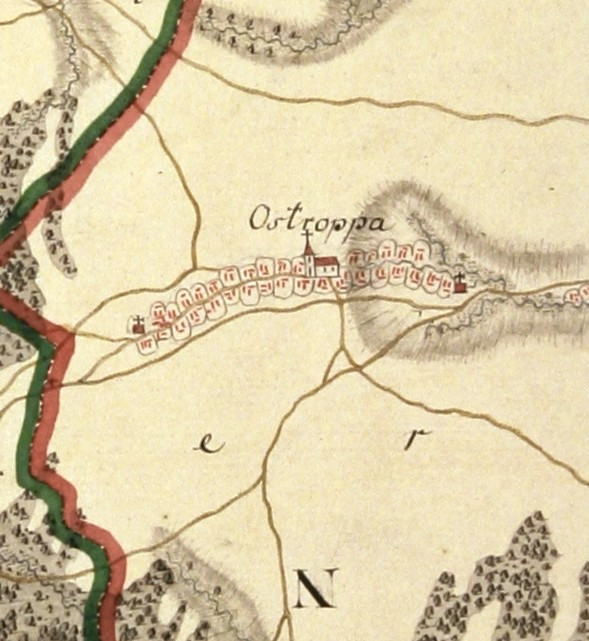
Ostropa – Mapa Christiana Friedricha von Wrede

Niemiecki językoznawca Heinrich Adamy w swoim dziele o nazwach miejscowych na Śląsku wydanym w 1888 roku we Wrocławiu jako najstarszą zanotowaną nazwę miejscowości, wcześniejszą od niemieckiej wymienia Ostropa, którą tłumaczy jako "Wachtplatz" czyli po polsku "Miejsce strażnicze". Nazwa prawdopodobnie wywodzi się od wojskowego i posterunkowego charakteru miejscowości i związana jest z książęcym prawem stróży zobowiązującym lokalnych chłopów do utrzymywania małych grodów strażniczych.
Niemcy zgermanizowali nazwę na Ostroppa, a później Stroppendorf w wyniku czego utraciła ona swoje pierwotne znaczenie.

## Informacje ogólne
Dzielnica jest położona w południowo-zachodniej części miasta. Od zachodu otaczają ją lasy kędzierzyńskie.
W Ostropie przy ulicy Ciesielskiej znajduje się remiza ochotniczej straży pożarnej.

## Historia
Kalendarium:
- 24 marca 1286 - książę kozielsko-bytomski Kazimierz II lokował na prawie niemieckim wieś Roztropa.
- Około 1430 - spalenie kościoła przez husytów.
- 1557 - państwo gliwickie (w jego skład wchodziły również wsie: Knurów, Krywałd, Ostropa, Trynek i Szobiszowice otrzymał w dzierżawę Fryderyk von Zetritz (Certycz).
- 1596 - rada miejska Gliwic wykupiła od Zetritza prawa książęce nad państwem gliwickim.
- 1640 - budowa kościoła św. Jerzego.
- XVII wiek - wojna trzydziestoletnia, zburzenie przez Szwedów kościoła.
- 1711 - wojna austriacko-pruska.
- Od 1742 - w granicach Prus.
- 1807 - Ostropa otrzymała własnego proboszcza, który wprowadził wiele obrzędów, między innymi Osterriten (wielkanocnej procesji konnej).
- 1925–1927 - budowa nowego kościoła.
- 1927, 19 stycznia – część wsi włączono do Gliwic.
- 1975 - całkowite włączenie wsi w granice miasta Gliwice[6].

## Zabytki
- Kościół św. Jerzego – kościół spalony w czasie wojen husyckich, wzmiankowany w 1340 roku. Obecny kościół pochodzi z 1640 roku. W XVII wieku częściowo zburzony przez Szwedów, odbudowany w latach 1667–1668. Posiada drewnianą konstrukcję na ceglanej podmurówce oraz murowane, późnogotyckie prezbiterium i zakrystię dobudowane w 1693 roku. Polichromia i wystrój wnętrza są barokowe. Od 1926 roku kościół nie jest używany.
- Kościół Ducha Świętego - neobarokowy kościół poświęcony 25 września 1927 roku. W 1928 roku wzniesiono nowy ołtarz, wstawiono ławki, z Wrocławia sprowadzono dzwony, witraże wykonano w Ratyzbonie.
- Kapliczki - kapliczki z XIX wieku z rzeźbami św. Jan Nepomucena i św. Urbana.
- Pomnik wojenny - pomnik ku czci poległych i zaginionych w I wojnie światowej. Pomnik odrestaurowano w 1991 roku.
- Wieża ciśnień - wieża wodna z XIX/XX wieku.

## Kościoły i kaplice
Kościoły rzymskokatolickie:
- Kościół Ducha Świętego
- Kościół św. Jerzego

Kaplice:
- Kaplica św. Jana Nepomucena
- Kaplica św. Urbana (kaplica słupowa)
- Kaplica św. Floriana (kaplica słupowa)

## Edukacja
Szkoły podstawowe:
- Szkoła Podstawowa nr 3

## Transport
Przez dzielnicę przebiega autostrada A4 i znajduje się węzeł drogowy Ostropa, łączący autostradę z drogą wojewódzką 408.